# Андреев, Евгений Николаевич (парашютист)
Евге́ний Никола́евич Андре́ев (4 сентября 1926, Новосибирск — 9 февраля 2000, Щёлково-3, Московская область) — Герой Советского Союза (1962), Заслуженный парашютист-испытатель СССР (1985), Заслуженный мастер спорта СССР (1963), судья всесоюзной категории, полковник.

## Биография
Родился в Новосибирске 4 сентября 1926 года. Член КПСС с 1972 года. Воспитание получил в детском доме в Серове в 1937—1942. Работал на заводе в г. Нижний Тагил. В рядах Советской Армии с 1943 года. Обучался в лётной школе города Армавир в группе испытателей парашютной техники НИИ ВВС СССР. В годы Великой Отечественной Войны хотел на фронт, пытался залезть в танк, погруженный на ж/д платформу для отправки на фронт, но его не брали из-за возраста. Хотел стать танкистом, моряком, лëтчиком. Однако начальник парашютно-десантной службы Григорий Порт предложил ему попробовать прыгнуть с парашютом. (источник Н. Бондаренко "В воздухе-испытатели") 
В 1955 году окончил Рязанское воздушно-десантное училище. После окончания вуза стал испытателем парашютных систем. 1 ноября 1962 года в рамках секретного эксперимента, проводившегося руководителем советской космической программы С. П. Королёвым, с Вольского полигона на стратостате «Волга» вместе с П. И. Долговым поднялся на высоту 25 500 метров и совершил прыжок с парашютом. 24 500 метров он преодолел в свободном падении с максимальной скоростью 900 километров в час. Таким образом он установил мировые рекорды времени (4 мин 30 с) и дистанции свободного падения (24 500 м), засчитанные Международной авиационной федерацией (FAI). 14 октября 2012 года австриец Феликс Баумгартнер установил серию новых рекордов, побив рекорд высоты Андреева на 12 000 м. Рекорд Андреева по длительности свободного падения устоял: австрийский парашютист находился в свободном полёте 4 мин 20 с.
Указом Президиума Верховного Совета СССР от 12 декабря 1962 года за мужество и героизм, проявленные при испытании парашютной техники, Андрееву Евгению Николаевичу присвоено звание Героя Советского Союза, с вручением ордена Ленина и медали «Золотая Звезда» (№ 11092).
В 1985 году Е. Н. Андрееву одному из первых в стране было присвоено почётное звание Заслуженный парашютист-испытатель СССР, нагрудный знак № 3.
В общей сложности Евгений Андреев совершил 8 прыжков из стратосферы.
Жил в посёлке Чкаловский Московской области. Умер 9 февраля 2000 года. Похоронен на кладбище села Леониха Щёлковского района Московской области.

## Сочинения и книги
- Андреев Е. Н. Небо вокруг меня. — М.: ДОСААФ, 1983. — 70 с.

Н.А.Бондаренко "В воздухе- испытатели" ДОСААФ 1975